# Luigi Premazzi
Luigi Premazzi, né le 11 février 1814 à Milan (Italie) et mort le 16 décembre 1891 à Istanbul (Turquie), est un peintre italien, principalement de vedutes  à l'aquarelle.

## Biographie
Luigi Premazzi naît le 11 février 1814 à Milan. Il fréquente l'Académie des beaux-arts de Brera puis l'école privée dirigée par Giovanni Migliara. Ses premières aquarelles, inspirées des œuvres de son maître, ont été réalisées pour le secteur de la lithographie. Son œuvre se caractérise par un répertoire de vues urbaines (vedute) réalisées selon les règles de la peinture en perspective.
Si la plupart de ces tableaux se déroulent à Milan, d'autres villes italiennes sont également représentées dans les années suivantes. Sa peinture lisse et précise montre également l'influence de son contemporain Luigi Bisi dans sa concentration descriptive sur les détails architecturaux. Il présente régulièrement des œuvres aux expositions de la Società Promotrice di Belle Arti de Turin de 1842 à 1848 ainsi qu'à celles de l'Académie de Brera. Installé à Saint-Pétersbourg vers 1850, il y devient professeur à l'école impériale des Beaux-Arts en 1861. De fréquents séjours dans le Caucase et au Moyen-Orient lui fournissent de nouveaux sujets pour ses tableaux, qu'il continue d'envoyer aux expositions italiennes, où ils suscitent émerveillement et curiosité.
Luigi Premazzi peint l'aquarelle Petit Salon framboise du palais Alexandre (1863).
Il expose de nombreuses aquarelles à l'Exposition Nazionale des Beaux-Arts de Turin en 1880, dont : Camera da pranzo; Cathédrale Saint-Basile à Moscou; La Villa du Prince Voronzow en Crimée; Le couvent de St Georges le Pur en Crimée; Le Takeiseray et Capo di San Giorgio près de Balaclava. Nombre de ses représentations sont des ruines d'églises chrétiennes dans le Caucase. Il peint également le Défilé du Darial ( Gorges de Darial ), Le Couvent de Kutaisi ( Monastère de Gelati ) et le Mont Arafat.
À Tiflis ( Tbilissi ), il peint une aquarelle de la Via dei Calzolari Asiatici ; Maisons et bazar tartare : Angolo di Case sul gran mercato ; Angolo di case al ponte Aolabar, Via Sienskaja, le magnifique pont Aolobar sur la rivière Kura, la rive droite de la rivière Kura et la Piazza del gran Mercato Maydan. Il peint également une aquarelle de la vue italienne de Baveno sur le lac Majeur. À l'Exposition de Venise de 1881, il expose Vadrzia et Convento scavato.

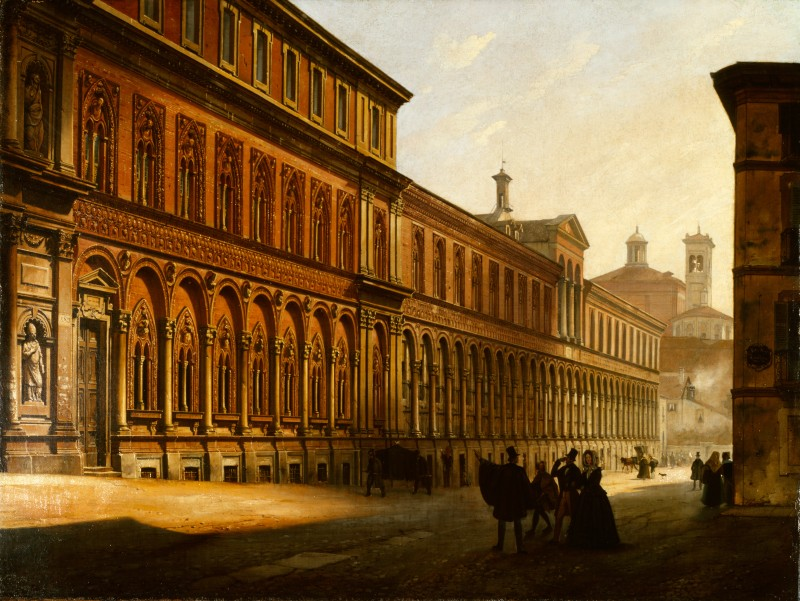
Vue dell'Ospedale Maggiore de Milan, 1842 (Collections d'art de la Fondazione Cariplo)

Luigi Premazzi meurt le 16 décembre 1891 à Istanbul.